# Cupa Mondială de Scrimă din 2012-2013
Ediție a 42-a  Cupei Mondiale de Scrimă s-au desfășurat din octombrie 2012 până la Campionatul Mondial de Scrimă din 2013 de la Budapesta în Ungaria.

## Spadă individual

### Top 10
| Masculin |                    |     |
| 1        | Rubén Limardo      | 204 |
| 2        | Nikolai Novosjolov | 197 |
| 3        | Max Heinzer        | 167 |
| 4        | Gábor Boczkó       | 165 |
| 5        | Fabian Kauter      | 162 |
| 6        | Silvio Fernández   | 146 |
| 7        | Jörg Fiedler       | 124 |
| 8        | Bohdan Nikișîn     | 112 |
| 9        | Ulrich Robeiri     | 98  |
| 10       | Ivan Trevejo       | 97  |

| Feminin |                   |     |
| 1       | Ana Maria Brânză  | 258 |
| 2       | Anna Sivkova      | 207 |
| 3       | Emese Szász       | 185 |
| 4       | Xu Anqi           | 139 |
| 5       | Sun Yujie         | 126 |
| 6       | Shin A-lam        | 122 |
| 7       | Rossella Fiamingo | 107 |
| 8       | Britta Heidemann  | 103 |
| 9       | Julia Beljajeva   | 102 |
| 10      | Irina Embrich     | 101 |

### Spadă masculin
| Dată              | Probă                                                 | Tip           | Aur                          | Argint                       | Bronz                                                   |
| ----------------- | ----------------------------------------------------- | ------------- | ---------------------------- | ---------------------------- | ------------------------------------------------------- |
| 13 octombrie 2012 | Kupittaa tournament, Turku                            | Satelit       | Mihails Jefremenko (LAT)     | Niko Vuorinen (FIN)          | Peeter Turnau (EST) · Rasmus Mellanen (FIN)             |
| 27 octombrie 2012 | Turneu satelit, Copenhaga                             | Satelit       | Kasper Roslander (FIN)       | Teemu Seeve (FIN)            | Julian Seidl (CZE) · João Cordeiro (POR)                |
| 10 noiembrie 2012 | Turneu satelit, Arhus                                 | Satelit       | Frederik von der Osten (DEN) | Kasper Roslander (FIN)       | Carlo Rota (ESP) · Michal Čupr (CZE)                    |
| 17 noiembrie 2012 | Turneu satelit, Antalya                               | Satelit       | João Cordeiro (POR)          | José Manuel Damas (VEN)      | Vitas Babbi (ITA) · Evgeny Naumkin (KGZ)                |
| 24 noiembrie 2012 | Turneu satelit, Oslo                                  | Satelit       | Rubén Limardo (VEN)          | Bartosz Piasecki (NOR)       | Dino Milak (NOR) · Mihails Jefremenko (LAT)             |
| 1 decembrie 2012  | Belgrad Trophy, Belgrad                               | Satelit       | Danilo Nikolić (SRB)         | Solt Serra (HUN)             | Pedro Arêde (POR) · João Cordeiro (POR)                 |
| 8 decembrie 2012  | Turneu satelit, Dublin                                | Satelit       | Federico Bollati (ITA)       | Ricardo Candeias (POR)       | Pedro Arêde (POR) · João Cordeiro (POR)                 |
| 12 ianuarie 2013  | SAF Pokalen, Stockholm                                | Satelit       | Nikolai Novosjolov (EST)     | Robin Kase (SWE)             | Sten Priinits (EST) · Jüri Salm (EST)                   |
| 18 ianuarie 2013  | Grand Prix du Qatar, Doha                             | Grand Prix    | Gábor Boczkó (HUN)           | Anton Avdeev (RUS)           | Alexandre Blaszyck (FRA) · Nikolai Novosjolov (EST)     |
| 25 ianuarie 2013  | Coupe du monde, Legnano                               | Cupă Mondială | Max Heinzer (SUI)            | Silvio Fernández (VEN)       | Jung Jin-sun (KOR) · András Rédli (HUN)                 |
| 15 februarie 2013 | Heidenheimer Pokal, Heidenheim                        | Cupă Mondială | Bohdan Nikișîn (UKR)         | Ulrich Robeiri (FRA)         | Radosław Zawrotniak (POL) · Enrico Garozzo (ITA)        |
| 23 februarie 2013 | International Hapoel Games, Așkelon                   | Satelit       | Yuval Shalom Freilich (ISR)  | Ido Ajzenstadt (ISR)         | Ido Herpe (ISR) · Daniel Lis (ISR)                      |
| 15 martie 2013    | Glaive de Tallin, Tallinn                             | Cupă Mondială | Max Heinzer (SUI)            | Song Jae-ho (KOR)            | Fabian Kauter (SUI) · Silvio Fernández (VEN)            |
| 23 martie 2013    | Victor Gantsevich Grand Prix, Vancouver               | Grand Prix    | Matteo Tagliariol (ITA)      | Nikolai Novosjolov (EST)     | Gábor Boczkó (HUN)} · Jörg Fiedler (GER)                |
| 3 mai 2013        | Challenge Réseau ferré de France-Trophée Monal, Paris | Cupă Mondială | Daniel Jerent (FRA)          | Alexandre Blaszyck (FRA)     | Nikolai Novosjolov (EST) · Iván Trevejo (FRA)           |
| 11 mai 2013       | Tissot Grand Prix de Berne, Berna                     | Grand Prix    | Max Heinzer (SUI)            | Bohdan Nikișîn (UKR)         | Fabian Kauter (SUI) · Silvio Fernández (VEN)            |
| 18 mai 2013       | Turneu satelit, Split                                 | Satelit       | Jorg Mathe (AUT)             | Solt Serra (HUN)             | Uwe Kirschen (GER) · Athos Schwantes (BRA)              |
| 24 mai 2013       | Jockey Club Argentino, Buenos Aires                   | Cupă Mondială | Rubén Limardo (VEN)          | Jiří Beran (CZE)             | Norman Ackermann (GER) · Radosław Zawrotniak (POL)      |
| 16 iunie 2013     | Campionatul Panamerican, Cartagena                    | Zonal         | Silvio Fernández (VEN)       | Hugues Boisvert-Simard (CAN) | Rubén Limardo (VEN) · Ringo Quintero Álvarez (CUB)      |
| 16 iunie 2013     | Campionatul European, Zagreb                          | Zonal         | Jörg Fiedler (GER)           | Daniel Jerent (FRA)          | Krzysztof Mikołajczak (POL) · Ulrich Robeiri (FRA)      |
| 4 iunie 2013      | Campionatul Asiatic, Shanghai                         | Zonal         | Elmir Alimjanov (KAZ)        | Kweon Young-jun (KOR)        | Li Guojie (CHN) · Kim Sang-min (KOR)                    |
| 27 iunie 2013     | Campionatul African, Cape Town                        | Zonal         | Khaled Buhdeima (LBN)        | Ahmed Nabil (MAR)            | Abdelkarim El Haouari (LBN) · Ayman Mohamed Fayez (EGY) |
| 6 iulie 2013      | Campionatul Mondial, Budapesta                        | World         | Nikolai Novosjolov (EST)     | Rubén Limardo (VEN)          | Fabian Kauter (SUI) · Pavel Sukhov (RUS)                |

### Spadă feminin
| Dată              | Probă                                                        | Tip           | Aur                          | Argint                       | Bronz                                                         |
| ----------------- | ------------------------------------------------------------ | ------------- | ---------------------------- | ---------------------------- | ------------------------------------------------------------- |
| 14 octombrie 2012 | Kupittaa Tournament, Turku                                   | Satelit       | Irina Embrich (EST)          | Johanna Bergdahl (EST)       | Sofie Larsson (SWE) · Katrina Lehis (EST)                     |
| 27 octombrie 2012 | Turneu satelit, Copenhaga                                    | Satelit       | Emma Samuelsson (SWE)        | Joanna Halls (AUS)           | Sanne Gars (EST) · Catharina KOCK (FIN)                       |
| 10 noiembrie 2012 | Turneu satelit, Arhus                                        | Satelit       | Lizzie Assi (VEN)            | Julia Kirschen (GER)         | Suvi Lehtonen (FIN) · Karin Louise Hooge (DEN)                |
| 17 noiembrie 2012 | Turneu satelit, Antalya                                      | Satelit       | Gökçe Günaç (TUR)            | Maya Mansouri (TUR)          | Anja Schünke (GER) · Lis Fautsch (LUX)                        |
| 25 noiembrie 2012 | Turneu satelit, Oslo                                         | Satelit       | Sanne Gars (SWE)             | Emma Samuelsson (SWE)        | Caroline Piasecka (NOR) · Johanna Bergdahl (SWE)              |
| 1 decembrie 2012  | Belgrad Trophy, Belgrad                                      | Satelit       | Maria Udrea (ROU)            | Kata Mihály (HUN)            | Avital Marinuk (ISR) · Caitlin Chang (GBR)                    |
| 12 ianuarie 2013  | SAF Pokalen, Stockholm                                       | Satelit       | Kristina Kuusk (EST)         | Irina Embrich (EST)          | Katrina Lehis (EST) · Alexandra Ndolo (GER)                   |
| 19 ianuarie 2013  | World Cup Qatar, Doha                                        | Cupă Mondială | Xu Anqi (CHN)                | Ana Maria Brânză (ROU)       | Tiffany Géroudet (SUI) · Lauren Rembi (FRA)                   |
| 1 februarie 2013  | Westend Grand Prix "in Memoriam Sákovics József", Budapesta  | Cupă Mondială | Iana Șemiakina (UKR)         | Anna Sivkova (RUS)           | Ana Maria Brânză (ROU) · Joséphine Jacques-André-Coquin (FRA) |
| 2 februarie 2013  | Sparkassen-Weltcup, Leipzig                                  | Cupă Mondială | Iana Zvereva (RUS)           | Yin Mingfang (CHN)           | Sun Yujie (CHN) · Irina Embrich (EST)                         |
| 1 martie 2013     | Challenge International de Saint-Maur, Saint-Maur-des-Fossés | Cupă Mondială | Ana Maria Brânză (ROU)       | Emese Szász (HUN)            | Irina Embrich (EST) · Emma Samuelsson (SWE)                   |
| 8 martie 2013     | Trofeu Internacional Ciutat de Barcelona, Barcelona          | Cupă Mondială | Anna Sivkova (RUS)           | Imke Duplitzer (GER)         | Ana Maria Brânză (ROU) · Lauren Rembi (FRA)                   |
| 27 aprilie 2013   | Cole Cup, Newcastle                                          | Satelit       | Cáterin Bravo Aránguiz (CHI) | Caitlin Chang (GBR)          | Alexandra Avena (ITA) · Ayah Mahdy (EGY)                      |
| 27 aprilie 2013   | Tournoi International, Xuzhou                                | Cupă Mondială | Choi In-jeong (KOR)          | Ana Maria Brânză (ROU)       | Bianca Del Carretto (ITA) · Sun Yujie (CHN)                   |
| 17 mai 2013       | Épée internationale, Rio de Janeiro                          | Cupă Mondială | Shin A-lam (KOR)             | Britta Heidemann (GER)       | Sun Yujie (CHN) · Monika Sozanska (GER)                       |
| 18 mai 2013       | Turneu satelit, Split                                        | Cupă Mondială | Julia Kirschen (GER)         | Kata Mihály (HUN)            | Pia Klafstad (NOR) · Dóra Zavoda (HUN)                        |
| 23 mai 2013       | Grand Prix, Havana                                           | Grand Prix    | Ana Maria Brânză (ROU)       | Emese Szász (HUN)            | Anna Sivkova (RUS) · Tatiana Andriușina (RUS)                 |
| 4 iunie 2013      | Campionatul Asiatic, Shanghai                                | Zonal         | Xu Anqi (CHN)                | Joanna Halls (AUS)           | Sun Yujie (CHN) · Yeung Chui Ling (HKG)                       |
| 16 iunie 2013     | Campionatul European, Zagreb                                 | Zonal         | Ana Maria Brânză (ROU)       | Francesca Quondamcarlo (ITA) | Emese Szász (HUN) · Renata Knapik (POL)                       |
| 18 iunie 2013     | Campionatul Panamerican, Cartagena                           | Zonal         | Courtney Hurley (USA)        | Katherine Holmes (USA)       | Kelley Hurley (USA) · Cleia Guilhon (BRA)                     |
| 26 iunie 2013     | Campionatul African, Cape Town                               | Zonal         | Sarra Besbes (TUN)           | Ayah Mahdy (EGY)             | Inès Boubakri (TUN) · Juliana Barrett (RSA)                   |
| 26 iunie 2013     | Campionatul Mondial, Budapesta                               | World         | Julia Beljajeva (EST)        | Anna Sivkova (RUS)           | Emese Szász (HUN) · Britta Heidemann (GER)                    |

## Floretă individual

### Top 10
| Masculin |                      |     |
| 1        | Andrea Cassarà       | 195 |
| 2        | Gerek Meinhardt      | 195 |
| 3        | Artur Ahmathuzin     | 182 |
| 4        | Aleksei Ceremisinov  | 167 |
| 5        | Miles Chamley-Watson | 161 |
| 6        | Andrea Baldini       | 160 |
| 7        | James-Andrew Davis   | 143 |
| 8        | Valerio Aspromonte   | 137 |
| 9        | Alexander Massialas  | 120 |
| 10       | Race Imboden         | 117 |

| Feminin |                      |     |
| 1       | Arianna Errigo       | 242 |
| 2       | Inna Deriglazova     | 221 |
| 3       | Carolin Golubytskyi  | 201 |
| 4       | Elisa Di Francisca   | 188 |
| 5       | Larisa Korobeinikova | 172 |
| 6       | Diana Iakovleva      | 153 |
| 7       | Carolina Erba        | 152 |
| 8       | Nzingha Prescod      | 139 |
| 9       | Astrid Guyart        | 131 |
| 10      | Ysaora Thibus        | 122 |

### Floretă masculin
| Dată              | Probă                                          | Tip           | Aur                        | Argint                    | Bronz                                                     |
| ----------------- | ---------------------------------------------- | ------------- | -------------------------- | ------------------------- | --------------------------------------------------------- |
| 10 noiembrie 2012 | Turneu satelit, Amsterdam                      | Satelit       | Tomasz Ciepły (POL)        | Rostîslav Herțîk (UKR)    | Andrii Pohrebniak (UKR) · Cedrik Serri (FRA)              |
| 2 decembrie 2012  | Leon Paul satellite fleuret masculin, Londra   | Satelit       | Daniele Garozzo (ITA)      | Lorenzo Mazza (HUN)       | Kyosuke Matsuyama (JPN) · Nagashima Noriyuki (JPN)        |
| 25 ianuarie 2012  | Challenge International de Paris, Paris        | Cupă Mondială | Andrea Baldini (ITA)       | Jérémy Cadot (FRA)        | Giorgio Avola (ITA) · Tao Jiale (CHN)                     |
| 22 februarie 2013 | Tournoi Ciudad de A Coruña, La Coruña          | Cupă Mondială | Heo Jun (KOR)              | Ryo Miyake (JPN)          | Kim Min-kyu (USA) · Cheung Siu Lun (HKG)                  |
| 4 martie 2013     | Fleuret de Saint-Pétersbourg, Sankt Petersburg | Grand Prix    | James-Andrew Davis (GBR)   | Alexander Massialas (USA) | Valerio Aspromonte (ITA) · Artur Ahmathuzin (RUS)         |
| 16 martie 2013    | Coupe Ville de Venise, Veneția                 | Grand Prix    | Andrea Cassarà (ITA)       | Gerek Meinhardt (USA)     | Andrea Baldini (ITA) · Peter Joppich (GER)                |
| 22 martie 2013    | Löwe von Bonn, Bonn                            | Cupă Mondială | Andrea Baldini (ITA)       | Andrea Cassarà (ITA)      | Aleksei Ceremisinov (RUS) · Giorgio Avola (ITA)           |
| 26 aprilie 2013   | SK Trophée, Seul                               | Cupă Mondială | Andrea Cassarà (ITA)       | Erwann Le Péchoux (FRA)   | Hua Li (CHN) · Julien Mertine (FRA)                       |
| 4 mai 2013        | Prince Takamado World Cup, Tōkyō               | Grand Prix    | Aleksei Ceremisinov (RUS)  | Gerek Meinhardt (USA)     | Artur Ahmathuzin (RUS) · Julien Mertine (FRA)             |
| 11 mai 2013       | Turneu satelit, Copenhaga                      | Satelit       | Roland Schlosser (AUT)     | David Alexander (IRL)     | Evgeniy Filippov (RUS) · Antonio Leal (VEN)               |
| 24 mai 2013       | Copa Villa La Habana, Havana                   | Cupă Mondială | Race Imboden (USA)         | Giorgio Avola (ITA)       | Kenta Chida (JPN) · Aleksei Hovanski (RUS)                |
| 4 iunie 2013      | Campionatul Asiatic, Shanghai                  | Zonal         | Heo Jun (KOR)              | Ryo Miyake (JPN)          | Kim Min-kyu (KOR) · Cheung Siu Lun (HKG)                  |
| 16 iunie 2013     | Campionatul European, Zagreb                   | Zonal         | Peter Joppich (GER)        | Aleksei Ceremisinov (RUS) | Andrea Baldini (ITA) · James-Andrew Davis (GBR)           |
| 17 iunie 2013     | Campionatul Panamerican, Cartagena             | Zonal         | Gerek Meinhardt (USA)      | Race Imboden (USA)        | Miles Chamley-Watson (USA) · Maximilien Van Haaster (CAN) |
| 27 iunie 2013     | Campionatul African, Cape Town                 | Zonal         | Ayoub Ferjani (TUN)        | Mohamed Essam (EGY)       | Mohamed Samandi (TUN) · Tarek Ayad (EGY)                  |
| 6 iulie 2013      | Campionatul Mondial, Budapesta                 | World         | Miles Chamley-Watson (USA) | Artur Ahmathuzin (RUS)    | Valerio Aspromonte (ITA) · Rostîslav Herțîk (UKR)         |

### Floretă feminin
| Dată             | Probă                                          | Tip           | Aur                        | Argint                     | Bronz                                                 |
| ---------------- | ---------------------------------------------- | ------------- | -------------------------- | -------------------------- | ----------------------------------------------------- |
| 1 februarie 2013 | The Artus Court PKO BP, Gdańsk                 | Grand Prix    | Arianna Errigo (ITA)       | Astrid Guyart (FRA)        | Elisa Di Francisca (ITA) · Ilaria Salvatori (ITA)     |
| 2 februarie 2013 | Coupe du monde, Budapesta                      | Cupă Mondială | Inna Deriglazova (RUS)     | Larisa Korobeinikova (RUS) | Arianna Errigo (ITA) · Ysaora Thibus (FRA)            |
| 1 martie 2013    | Fleuret de Saint-Pétersbourg, Sankt Petersburg | Cupă Mondială | Inna Deriglazova (RUS)     | Larisa Korobeinikova (RUS) | Carolin Golubytskyi (GER) · Ysaora Thibus (FRA)       |
| 8 martie 2013    | Reinhold-Würth-Cup, Tauberbischofsheim         | Cupă Mondială | Inna Deriglazova (RUS)     | Elisa Di Francisca (ITA)   | Arianna Errigo (ITA) · Aida Mohamed (HUN)             |
| 22 martie 2013   | Coupe du monde, Torino                         | Cupă Mondială | Arianna Errigo (ITA)       | Iulia Biriukova (RUS)      | Astrid Guyart (FRA) · Larisa Korobeinikova (RUS)      |
| 24 martie 2013   | Turneu satelit, Copenhaga                      | Satelit       | Marta Cammilletti (ITA)    | Ambre Civiero (SUI)        | Delphine Groslambert (BEL) · Liane Ye Ying Wong (SIN) |
| 27 aprilie 2013  | SK Trophée, Seul                               | Grand Prix    | Inna Deriglazova (RUS)     | Astrid Guyart (FRA)        | Carolina Erba (ITA) · Jeon Hee-sook (KOR)             |
| 3 mai 2013       | Coupe du monde, Shanghai                       | Cupă Mondială | Larisa Korobeinikova (RUS) | Diana Iakovleva (RUS)      | Inna Deriglazova (RUS) · Arianna Errigo (ITA)         |
| 24 mai 2013      | Challenge Jeanty, Marseille                    | Grand Prix    | Nzingha Prescod (USA)      | Carolin Golubytskyi (GER)  | Carolina Erba (ITA) · Corinne Maitrejean (FRA)        |
| 4 iunie 2013     | Campionatul Asiatic, Shanghai                  | Zonal         | Jeon Hee-sook (KOR)        | Liu Yingshi (CHN)          | Kim Mi-na (KOR) · Jung Gil-ok (KOR)                   |
| 16 iunie 2013    | Campionatul Panamerican, Cartagena             | Zonal         | Lee Kiefer (USA)           | Nzingha Prescod (USA)      | Margaret Lu (USA) · Alanna Aurie (CAN)                |
| 16 iunie 2013    | Campionatul European, Zagreb                   | Zonal         | Elisa Di Francisca (ITA)   | Diana Iakovleva (RUS)      | Carolin Golubytskyi (GER) · Ysaora Thibus (FRA)       |
| 25 iunie 2013    | Campionatul African, Cape Town                 | Zonal         | Inès Boubakri (TUN)        | Eman Gaber (EGY)           | Anissa Khelfaoui (ALG) · Noha Wasfy (EGY)             |
| 5 iulie 2013     | Campionatul Mondial, Budapesta                 | World         | Arianna Errigo (ITA)       | Carolin Golubytskyi (GER)  | Elisa Di Francisca (ITA) · Inna Deriglazova (RUS)     |

## Sabie individual

### Top 10
| Masculin |                      |     |
| 1        | Veniamin Reșetnikov  | 200 |
| 2        | Áron Szilágyi        | 184 |
| 3        | Tiberiu Dolniceanu   | 183 |
| 4        | Diego Occhiuzzi      | 170 |
| 5        | Gu Bon-gil           | 167 |
| 6        | Nikolai Kovaliov     | 158 |
| 7        | Benedikt Wagner      | 131 |
| 8        | Luigi Samele         | 131 |
| 9        | Enrico Berrè         | 120 |
| 10       | Aliaksandr Buikevici | 108 |

| Feminin |                    |     |
| 1       | Olha Harlan        | 302 |
| 2       | Mariel Zagunis     | 246 |
| 3       | Kim Ji-yeon        | 209 |
| 4       | Ekaterina Diacenko | 192 |
| 5       | Irene Vecchi       | 171 |
| 6       | Vasiliki Vougiouka | 146 |
| 7       | Aleksandra Socha   | 145 |
| 8       | Dina Galiakbarova  | 131 |
| 9       | Lee Ra-jin         | 116 |
| 10      | Iulia Gavrilova    | 107 |

### Sabie masculin
| Dată              | Probă                                         | Tip           | Aur                              | Argint                     | Bronz                                                |
| ----------------- | --------------------------------------------- | ------------- | -------------------------------- | -------------------------- | ---------------------------------------------------- |
| 20 octombrie 2012 | Turneu satelit sabre masculin, Gent           | Satelit       | Amedeo Giani (ITA)               | Tamás Decsi (HUN)          | Seppe Van Holsbeke (BEL) · Riccardo Nuccio (ITA)     |
| 10 noiembrie 2012 | Turneu satelit sabre masculin, Amsterdam      | Satelit       | Seppe Van Holsbeke (BEL)         | Alexander Crutchett (GBR)  | Nikolai Nikolic (AUT) · Fabrizio Marino (ITA)        |
| 19 ianuarie 2013  | Glaive d'Asparoukh, Plovdiv                   | Grand Prix    | Kamil Ibraghimov (RUS)           | Tiberiu Dolniceanu (ROU)   | Luigi Samele (ITA) · Benedikt Wagner (GER)           |
| 2 februarie 2013  | Villa de Madrid, Madrid                       | Cupă Mondială | Fernando Casares (ESP)           | Veniamin Reșetnikov (RUS)  | Áron Szilágyi (HUN) · Nicolas Limbach (GER)          |
| 15 februarie 2012 | Trophée Luxardo, Padova                       | Cupă Mondială | Diego Occhiuzzi (ITA)            | Veniamin Reșetnikov (RUS)  | Riccardo Nuccio (ITA) · Áron Szilágyi (ITA)          |
| 9 martie 2012     | Gerevich-Kovács-Kárpáti Grand Prix, Budapesta | Grand Prix    | Nicolas Limbach (GER)            | Kim Kye-hwan (KOR)         | Fernando Casares (ESP) · Áron Szilágyi (HUN)         |
| 16 martie 2013    | Turneu satelit sabre masculin, Helsinki       | Satelit       | Ricardo Alberto Bustamante (ARG) | Tamás Decsi (HUN)          | Alexandre Woog (ISR) · Daniel Sepulveda Romero (COL) |
| 22 martie 2013    | Sabre de Moscou, Moscova                      | Cupă Mondială | Nikolai Kovaliov (RUS)           | Diego Occhiuzzi (ITA)      | Maximilian Kindler (GER) · Gu Bon-gil (KOR)          |
| 26 aprilie 2013   | Coupe Akropolis, Atena                        | Cupă Mondială | Áron Szilágyi (HUN)              | Benedikt Wagner (GER)      | Vincent Anstett (FRA) · Gu Bon-gil (KOR)             |
| 27 aprilie 2013   | Cole Cup, Newcastle                           | Satelit       | Soji Aiyenuro (GBR)              | Alexander Crutchett (GBR)  | Donald Simon (GBR) · Henry Gann (GBR)                |
| 3 mai 2013        | Absolute Fencing Korfanty World Cup, Chicago  | Grand Prix    | Matyas Szabo (GER)               | Áron Szilágyi (HUN)        | Luigi Samele (ITA) · Benedikt Wagner (GER)           |
| 12 mai 2013       | Turneu satelit, Reykjavík                     | Satelit       | Thomas Kolasa (USA)              | Çağlayan Nehir Fırat (TUR) | İbrahim Ahmet Ant (TUR) · Kristóf Puy (HUN)          |
| 18 mai 2013       | Sabre de Wołodyjowski, Varșovia               | Grand Prix    | Aliaksandr Buikevici (BLR)       | Diego Occhiuzzi (ITA)      | Gu Bon-gil (KOR) · Benedikt Wagner (GER)             |
| 4 iunie 2013      | Campionatul Asiatic, Shanghai                 | Zonal         | Gu Bon-gil (KOR)                 | Kim Jung-hwan (KOR)        | Mojtaba Abedini (IRI) · Oh Eun-seok (KOR)            |
| 16 iunie 2013     | Campionatul European, Zagreb                  | Zonal         | Tiberiu Dolniceanu (ROU)         | Aleksei Iakimenko (RUS)    | Enrico Berrè (ITA) · Nikolai Kovaliov (RUS)          |
| 18 iunie 2013     | Campionatul Panamerican, Cartagena            | Zonal         | Renzo Agresta (BRA)              | Aleksander Ochocki (USA)   | Daryl Homer (USA) · Philippe Beaudry (CAN)           |
| 25 iunie 2013     | Campionatul African, Cape Town                | Zonal         | Hichem Samandi (TUN)             | Ahmed Amr (EGY)            | Ibrahim Keita (SEN) · Ziad Elsissy (EGY)             |
| 5 iulie 2013      | Campionatul Mondial, Budapesta                | World         | Veniamin Reșetnikov (RUS)        | Nikolai Kovaliov (RUS)     | Tiberiu Dolniceanu (ROU) · Áron Szilágyi (HUN)       |

### Sabie feminin
| Dată             | Probă                                        | Tip           | Aur                         | Argint                          | Bronz                                              |
| ---------------- | -------------------------------------------- | ------------- | --------------------------- | ------------------------------- | -------------------------------------------------- |
| 25 ianuarie 2012 | Beazley Trophy, Londra                       | Cupă Mondială | Irene Vecchi (ITA)          | Ekaterina Diacenko (RUS)        | Olha Harlan (UKR) · Aleksandra Socha (POL)         |
| 1 februarie 2013 | Trophée BNP Paribas, Orléans                 | Grand Prix    | Olha Harlan (UKR)           | Dina Galiakbarova (RUS)         | Aleksandra Socha (POL) · Mariel Zagunis (USA)      |
| 7 februarie 2013 | Coupe du monde, Bologna                      | Cupă Mondială | Mariel Zagunis (USA)        | Ibtihaj Muhammad (USA)          | Ilaria Bianco (ITA) · Iulia Gavrilova (RUS)        |
| 15 martie 2012   | Tournoi International, Antalya               | Cupă Mondială | Olha Harlan (UKR)           | Mariel Zagunis (USA)            | Vasiliki Vougiouka (GRE) · Kim Ji-yeon (KOR)       |
| 22 martie 2013   | Grand Prix, Moscova                          | Grand Prix    | Olha Harlan (UKR)           | Sofia Velikaia (RUS)            | Vasiliki Vougiouka (GRE) · Mariel Zagunis (USA)    |
| 27 aprilie 2013  | Cole Cup, Newcastle                          | Cupă Mondială | Þorbjörg Ágústsdóttir (ISL) | María Belén Pérez Maurice (ARG) | Marta Baeza Centurion (BRA) · Alice Watson (GBR)   |
| 3 mai 2013       | Absolute Fencing Korfanty World Cup, Chicago | Cupă Mondială | Kim Ji-yeon (KOR)           | Alina Komașciuk (UKR)           | Iana Egorian (RUS) · Dina Galiakbarova (RUS)       |
| 11 mai 2013      | Turneu satelit, Reykjavík                    | Satelit       | Anna Bașta (RUS)            | María Belén Pérez Maurice (ARG) | Þorbjörg Ágústsdóttir (ISL) · Shia Rodríguez (VEN) |
| 25 mai 2013      | Coupe du monde, Tianjin                      | Grand Prix    | Ekaterina Diacenko (RUS)    | Mariel Zagunis (USA)            | Charlotte Lembach (FRA) · Kim Ji-yeon (KOR)        |
| 4 iunie 2013     | Campionatul Asiatic, Shanghai                | Zonal         | Kim Ji-yeon (KOR)           | Lee Ra-jin (KOR)                | Shen Chen (CHN) · Zhu Min (CHN)                    |
| 16 iunie 2013    | Campionatul European, Zagreb                 | Zonal         | Olha Harlan (UKR)           | Vasiliki Vougiouka (GRE)        | Aleksandra Socha (POL) · Irene Vecchi (ITA)        |
| 17 iunie 2013    | Campionatul Panamerican, Cartagena           | Zonal         | Mariel Zagunis (USA)        | Anne-Elizabeth Stone (USA)      | Dagmara Wozniak (USA) · Alejandra Benítez (VEN)    |
| 25 iunie 2013    | Campionatul African, Cape Town               | Zonal         | Azza Besbes (TUN)           | Masculinnatalla Ahmed (EGY)     | Mame Awa Ndao (SEN) · Mariam El Sway (EGY)         |
| 5 iulie 2013     | Campionatul Mondial, Budapesta               | World         | Olha Harlan (UKR)           | Ekaterina Diacenko (RUS)        | Kim Ji-yeon (KOR) · Irene Vecchi (ITA)             |

## Spadă pe echipe

### Top 10
| Masculin |                            |     |
| 1        | Ungaria                    | 364 |
| 2        | Elveția                    | 326 |
| 3        | Venezuela                  | 282 |
| 4        | Italia                     | 276 |
| 5        | Ucraina                    | 270 |
| 6        | Franța                     | 260 |
| 7        | Statele Unite ale Americii | 237 |
| 8        | China                      | 199 |
| 9        | Polonia                    | 195 |
| 10       | Cehia                      | 184 |

| Feminin |                            |     |
| 1       | China                      | 424 |
| 2       | Rusia                      | 342 |
| 3       | România                    | 280 |
| 4       | Ungaria                    | 256 |
| 5       | Ucraina                    | 256 |
| 6       | Estonia                    | 254 |
| 7       | Italia                     | 226 |
| 8       | Statele Unite ale Americii | 210 |
| 9       | Franța                     | 210 |
| 10      | Suedia                     | 189 |

### Spadă masculin pe echipe
| Dată              | Probă                                                    | Aur       | Argint        | Bronz         |
| ----------------- | -------------------------------------------------------- | --------- | ------------- | ------------- |
| 27 ianuarie 2013  | Cupă Mondială pe echipe, Legnano                         | Elveția   | Statele Unite | Ungaria       |
| 13 februarie 2013 | Cupă Mondială pe echipe "Heidenheimer Pokal", Heidenheim | Italia    | Ungaria       | China         |
| 17 martie 2013    | Cupă Mondială pe echipe, Tallinn                         | Franța    | Elveția       | Ungaria       |
| 4 mai 2013        | Cupă Mondială pe echipe-Trophée Monal, Paris             | Italia    | Venezuela     | Ungaria       |
| 26 mai 2013       | Cupă Mondială pe echipe, Buenos Aires                    | Elveția   | Ungaria       | Venezuela     |
| 2 iunie 2013      | Campionatul Asiatic, Shanghai                            | Kazahstan | China         | Coreea de Sud |
| 16 iunie 2013     | Campionatul European, Zagreb                             | Elveția   | Ungaria       | Ucraina       |
| 19 iunie 2013     | Campionatul Panamerican, Cartagena                       | Venezuela | Statele Unite | Cuba          |
| 29 iunie 2013     | Campionatul African, Cape Town                           | Egipt     | Maroc         | Africa de Sud |
| 11 august 2013    | Campionatul Mondial, Budapesta                           | Ungaria   | Ucraina       | Franța        |

### Spadă feminin pe echipe
| Dată              | Probă                                                 | Aur           | Argint        | Bronz     |
| ----------------- | ----------------------------------------------------- | ------------- | ------------- | --------- |
| 21 martie 2013    | Cupă Mondială pe echipe, Doha                         | China         | Estonia       | Ucraina   |
| 10 februarie 2013 | Cupă Mondială pe echipe "Sparkassen-Weltcup", Leipzig | China         | Ungaria       | România   |
| 3 martie 2013     | Cupă Mondială pe echipe, Saint-Maur-des-Fossés        | Rusia         | Ungaria       | România   |
| 10 martie 2013    | Cupă Mondială pe echipe, Barcelona                    | China         | Rusia         | Ucraina   |
| 19 mai 2013       | Cupă Mondială pe echipe, Rio de Janeiro               | China         | Ucraina       | România   |
| 4 iunie 2013      | Campionatul Asiatic, Shanghai                         | China         | Coreea de Sud | Hong Kong |
| 16 iunie 2013     | Campionatul European, Zagreb                          | Estonia       | România       | Ungaria   |
| 21 iunie 2013     | Campionatul Panamerican, Cartagena                    | Statele Unite | Brazilia      | Argentina |
| 29 iunie 2013     | Campionatul African, Cape Town                        | Tunisia       | Africa de Sud | Egipt     |
| 11 august 2013    | Campionatul Mondial, Budapesta                        | Rusia         | China         | România   |

## Floretă pe echipe

### Top 10
| Masculin |                            |     |
| 1        | Statele Unite ale Americii | 388 |
| 2        | Italia                     | 364 |
| 3        | Rusia                      | 316 |
| 4        | Germania                   | 304 |
| 5        | Franța                     | 246 |
| 6        | Coreea de Sud              | 220 |
| 7        | China                      | 215 |
| 8        | Japonia                    | 202 |
| 9        | Polonia                    | 202 |
| 10       | Marea Britanie             | 198 |

| Feminin |                            |     |
| 1       | Italia                     | 448 |
| 2       | Franța                     | 352 |
| 3       | Rusia                      | 304 |
| 4       | Coreea de Sud              | 292 |
| 5       | Statele Unite ale Americii | 234 |
| 6       | Polonia                    | 219 |
| 7       | China                      | 211 |
| 8       | Germania                   | 210 |
| 9       | Canada                     | 208 |
| 10      | Ungaria                    | 197 |

### Floretă masculin pe echipe
| Dată              | Probă                                       | Aur           | Argint        | Bronz          |
| ----------------- | ------------------------------------------- | ------------- | ------------- | -------------- |
| 27 ianuarie 2013  | Challenge International de Paris, Paris     | Statele Unite | Germania      | Rusia          |
| 24 februarie 2014 | Cupă Mondială pe echipe, La Coruña          | Italia        | Statele Unite | Rusia          |
| 24 martie 2014    | Cupă Mondială pe echipe-Löwe von Bonn, Bonn | China         | Coreea de Sud | Marea Britanie |
| 27 aprilie 2014   | Cupă Mondială pe echipe, Seul               | Rusia         | Germania      | Italia         |
| 28 aprilie 2014   | Cupă Mondială pe echipe, Havana             | Italia        | Statele Unite | Franța         |
| 4 iunie 2013      | Campionatul Asiatic, Shanghai               | Coreea de Sud | Japonia       | China          |
| 16 iunie 2013     | Campionatul European, Zagreb                | Germania      | Polonia       | Marea Britanie |
| 20 iunie 2013     | Campionatul Panamerican, Cartagena          | Statele Unite | Brazilia      | Canada         |
| 28 iunie 2013     | Campionatul African, Cape Town              | Egipt         | Tunisia       | Africa de Sud  |
| 12 iulie 2013     | Campionatul Mondial, Budapesta              | Italia        | Statele Unite | Franța         |

### Floretă feminin pe echipe
| Dată              | Probă                                       | Aur           | Argint        | Bronz     |
| ----------------- | ------------------------------------------- | ------------- | ------------- | --------- |
| 10 februarie 2013 | Cupă Mondială pe echipe, Budapesta          | Italia        | Franța        | Germania  |
| 3 martie 2013     | Cupă Mondială pe echipe, Sankt Petersburg   | Italia        | Rusia         | Franța    |
| 10 martie 2013    | Cupă Mondială pe echipe, Tauberbischofsheim | Italia        | Rusia         | Franța    |
| 24 aprilie 2013   | Cupă Mondială pe echipe, Torino             | Italia        | Rusia         | Franța    |
| 5 mai 2013        | Cupă Mondială pe echipe, Shanghai           | Franța        | Coreea de Sud | Italia    |
| 4 iunie 2013      | Campionatul Asiatic, Shanghai               | Coreea de Sud | China         | Japonia   |
| 16 iunie 2013     | Campionatul European, Zagreb                | Italia        | Franța        | Ungaria   |
| 19 iunie 2013     | Campionatul Panamerican, Cartagena          | Statele Unite | Canada        | Venezuela |
| 29 iunie 2013     | Campionatul African, Cape Town              | Tunisia       | Egipt         | Senegal   |
| 11 august 2013    | Campionatul Mondial, Budapesta              | Italia        | Franța        | Rusia     |

## Sabie pe echipe

### Top 10
| Masculin |                            |     |
| 1        | Rusia                      | 344 |
| 2        | Italia                     | 324 |
| 3        | Ungaria                    | 320 |
| 4        | Coreea de Sud              | 294 |
| 5        | România                    | 274 |
| 6        | Germania                   | 262 |
| 7        | Statele Unite ale Americii | 221 |
| 8        | Ucraina                    | 212 |
| 9        | Belarus                    | 204 |
| 10       | China                      | 202 |

| Feminin |                            |     |
| 1       | Ucraina                    | 404 |
| 2       | Rusia                      | 344 |
| 3       | Statele Unite ale Americii | 328 |
| 4       | Italia                     | 280 |
| 5       | Coreea de Sud              | 271 |
| 6       | Polonia                    | 229 |
| 7       | Ungaria                    | 218 |
| 8       | China                      | 210 |
| 9       | Franța                     | 199 |
| 10      | Azerbaidjan                | 194 |

### Sabie masculin pe echipe
| Dată              | Probă                                | Aur           | Argint        | Bronz         |
| ----------------- | ------------------------------------ | ------------- | ------------- | ------------- |
| 10 februarie 2013 | Cupă Mondială pe echipe, Madrid      | Ungaria       | China         | România       |
| 13 februarie 2013 | Cupă Mondială pe echipe, Padova      | Italia        | Ungaria       | Coreea de Sud |
| 24 martie 2013    | Cupă Mondială pe echipe, Moscova     | Ungaria       | Rusia         | Coreea de Sud |
| 28 aprilie 2013   | Cupă Mondială pe echipe, Atena       | Germania      | Italia        | Rusia         |
| 5 mai 2013        | Absolute Korfanty World Cup, Chicago | Rusia         | Italia        | Coreea de Sud |
| 5 mai 2013        | Cupă Mondială pe echipe, Shanghai    | Franța        | Coreea de Sud | Italia        |
| 4 iunie 2013      | Campionatul Asiatic, Shanghai        | Coreea de Sud | Iran          | Kazahstan     |
| 16 iunie 2013     | Campionatul European, Zagreb         | Italia        | Ungaria       | Ucraina       |
| 21 iunie 2013     | Campionatul Panamerican, Cartagena   | Statele Unite | Canada        | Venezuela     |
| 28 iunie 2013     | Campionatul African, Cape Town       | Egipt         | Tunisia       | Senegal       |
| 10 iulie 2013     | Campionatul Mondial, Budapesta       | Rusia         | România       | Coreea de Sud |

### Sabie feminin pe echipe
| Dată              | Probă                              | Aur           | Argint  | Bronz         |
| ----------------- | ---------------------------------- | ------------- | ------- | ------------- |
| 27 ianuarie 2013  | Corble Cup, Londra                 | Ucraina       | Rusia   | Polonia       |
| 24 februarie 2013 | Cupă Mondială pe echipe, Gent      | Coreea de Sud | Italia  | Statele Unite |
| 3 martie 2013     | Cupă Mondială pe echipe, Bologna   | Ucraina       | Italia  | Statele Unite |
| 17 martie 2013    | Cupă Mondială pe echipe, Antalya   | Ucraina       | Rusia   | Statele Unite |
| 5 mai 2013        | Cupă Mondială pe echipe, Chicago   | Statele Unite | Ungaria | Rusia         |
| 4 iunie 2013      | Campionatul Asiatic, Shanghai      | Coreea de Sud | China   | Kazahstan     |
| 16 iunie 2013     | Campionatul European, Zagreb       | Rusia         | Ucraina | Italia        |
| 20 iunie 2013     | Campionatul Panamerican, Cartagena | Statele Unite | Mexic   | Canada        |
| 29 iunie 2013     | Campionatul African, Cape Town     | Tunisia       | Egipt   | Africa de Sud |
| 12 iulie 2013     | Campionatul Mondial, Budapesta     | Ucraina       | Rusia   | Statele Unite |